# Château de Grancey
Le château de Grancey est un château du XVIIe siècle situé  au Grancey-le-Château-Neuvelle (Côte-d'Or) en Bourgogne-Franche-Comté .

## Localisation
Le château est situé sur un éperon barré à l'extrémité sud du village.

## Historique
Une partie des fortifications remonte au XIe siècle et l'abbé Courtépée estime que le château est rebâti en 1193 par Ponce de Grancey, connétable de Bourgogne. En 1361 Eudes de Grancey y fonde une collégiale dont les privilèges sont approuvés en 1365 par Urbain V. Le 16 décembre 1363, Philippe le Hardi y date plusieurs mandats, dont un revêtu du sceau d'Arnaud de Cervole. En 1433, Guillaume de Châteauvillain, seigneur de Grancey, rallié au roi de France, pille l'abbaye de Theuley. En représailles le château est assiégé par une armée bourguignonne menée par Jean IV de Vergy et doit se rendre au mois d'août. Démantelé, il revient alors à son frère, Bernard de Châteauvillain, resté fidèle à la cause bourguignonne. En 1454 l'évêque Gui Bernard le fait saisir, le sieur de Châteauvillain ayant refusé de lui rendre hommage lors de son avènement. En 1463, Thiébaut IX de Neufchastel lègue Grancey à son fils Claude[réf. souhaitée]. 
En 1587, Guillaume de Hautemer, chevalier du roi, est comte de Grancey. En 1591, le château étant en guerre avec la Sainte-Union, le sieur de Vibray meurt en essayant de l'écheler "comme il l'avait fait à Saulx-le-Duc". 
Aux débuts du XVIIIe siècle le château est reconstruit avec une enceinte plus complète qu'aujourd'hui couronnée d'une bande continue d’archères et fenêtres de tir sur les courtines et les tours alors que le bourg est entouré du même niveau de fortifications[réf. souhaitée].  La collégiale a été restaurée au XIXe siècle par l'architecte Sagot et les vitraux sont posés en 1880.

## Architecture
Le château de Grancey est situé sur la pointe sud d'un éperon barré séparé au nord du bourg castral par un puissant fossé. L’enceinte qui suit le profil de la roche sur la face est est flanquée de plusieurs tours anciennes : près de la pointe sud une grande tour en fer à cheval et une petite carrée arasées au niveau de la terrasse, sur la face ouest deux tourelles rondes et une troisième sur la face est, occupée par le chœur de la collégiale[réf. souhaitée]. 
L'enceinte est occupée par l'imposant château du XVIIe siècle, construit à l'aplomb de la muraille occidentale et par des bâtiments plus anciens, construits parallèlement au fossé près de l'entrée. A gauche la collégiale Saint-Jean-Baptiste rebâtie au XVIIe siècle dont la crypte occupe la tourelle sur la courtine. A droite des communs couverts de tuiles vernissées noires et jaunes, qui rejoignent une tourelle symétrique sur la courtine. Au centre la tour porche à porte charretière qui présente deux rainures avec les flèches du pont-levis qui est encore en service. Le fossé, clos de mur à chaque extrémité, est à sec[réf. souhaitée].
Le château, la terrasse, sa balustrade, la collégiale Saint-Jean, l'écurie, les façades et les toitures de la poterne et des bâtiments annexes, des maisons incluses dans la clôture, l'enceinte fortifiée : le pont-levis, les remparts, les tours et les courtines et leurs soubassements ainsi que les salles voûtées souterraines, les glacis, les deux grilles, les portails, les anciens jardins et les vestiges qu'ils contiennent, les sols et les murs de clôture sont classés par arrêté du 26 mai 2000.